# Большая Чамра
Больша́я Чамра́ — деревня в городском округе Семёновский Нижегородской области России. Входит в состав муниципального образования Рабочий посёлок Сухобезводное.

## География
Деревня находится на севере центральной части региона, на берегу левого притока реки Чамруха, у автодороги 22Н-3610, на расстоянии приблизительно 19 километров от посёлка Сухобезводное. В 2 километрах деревня Малая Чамра.

### Климат
Климат характеризуется как умеренно континентальный, с влажным нежарким летом и холодной снежной зимой. Средняя температура воздуха самого холодного месяца (января) составляет −12,9 °C; самого тёплого месяца (июля) — 18,4 °C. Годовое количество атмосферных осадков — 550—600 мм.

## Население
| 2002 | 2010 |
| ---- | ---- |
| 7    | ↘5   |

### Национальный состав
Согласно результатам переписи 2002 года, в национальной структуре населения русские составляли 100 % из 7 чел..

## Инфраструктура
Личное подсобное хозяйство. На 1 октября 2021 года 22 домовладения

## Транспорт
Деревня доступна автотранспортом.